# Sempervivum arachnoideum
Sempervivum arachnoideum, comúnmente denominada siempreviva de arañas, siempreviva de telarañas y siempre viva de la telaraña, es una especie de planta de flor de la familia Crassulaceae, nativa de los Alpes, Apeninos y Cárpatos.

## Cultivo
Se reporta que esta especie es de un cultivo sencillo. Al igual que todas las especies de Sempervivum y Jovibarba, S. arachnoideum está adaptada a condiciones climáticas extremas. Las temperaturas bajo cero no son problema, aunque pueden llegar a sufrir el calor excesivo y continuado.  
Lista de cultivares de Sempervivum arachnoideum

## Descripción
Mide unos 8 cm de alto y unos 30 cm de ancho, es una suculenta perenne con rosetón, valorada para cultivarla por su habilidad de colonizar zonas secas y cálidas mediante estolones.
El epíteto específico arachnoideum se refiere a sus rosetones centrales velludos (largos márgenes de las hojas ciliados), que se asemejan a una tela de araña.
Florece en julio, sus flores rosadas se encuentran en el extremo de tallos y son hermafroditas.
Esta planta, y las subespecies Sempervivum arachnoideum subsp. tomentosum, han ganado el Diploma al Mérito de la Royal Horticultural Society.

## Galería

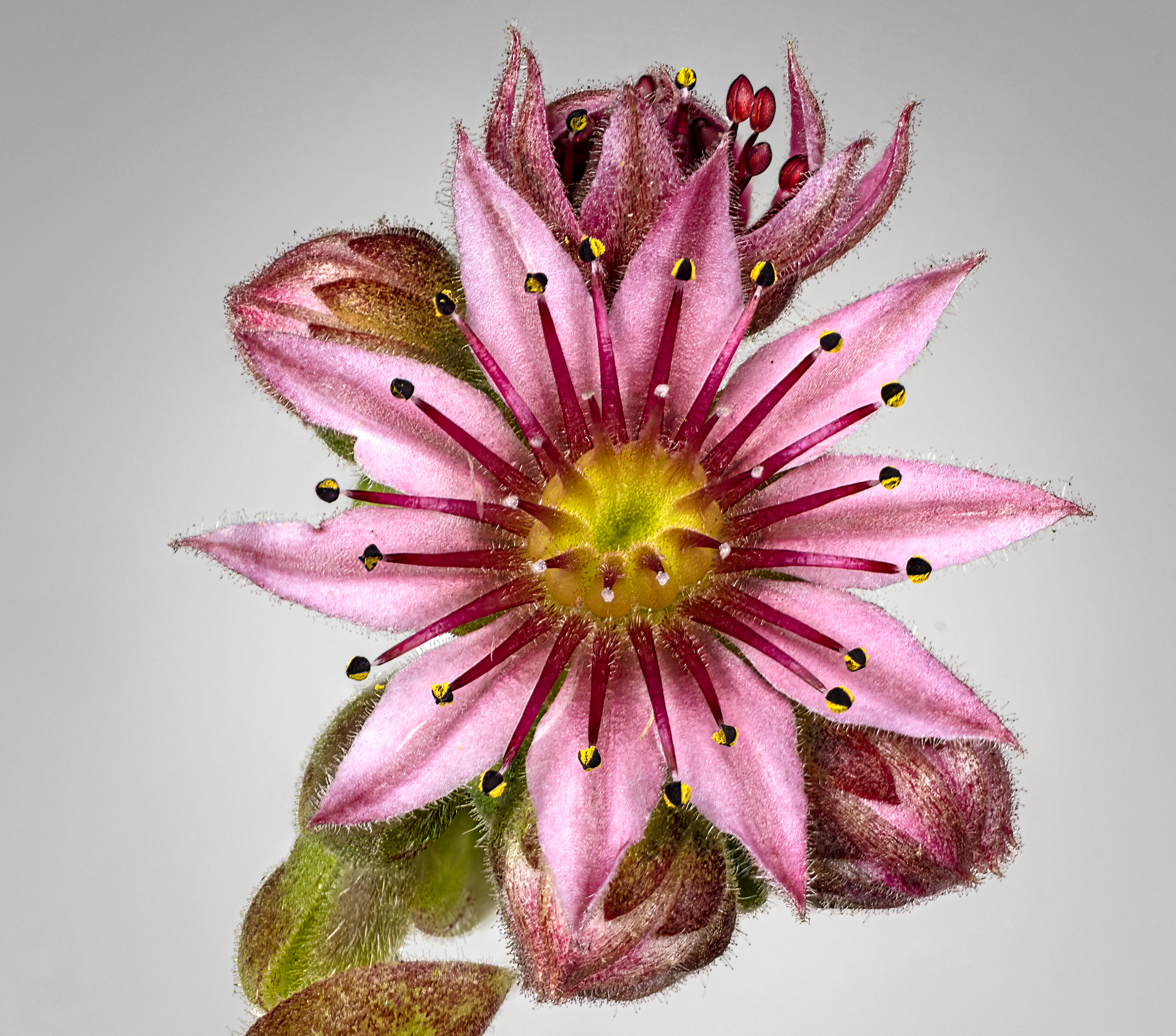
Flor de S. arachnoideum
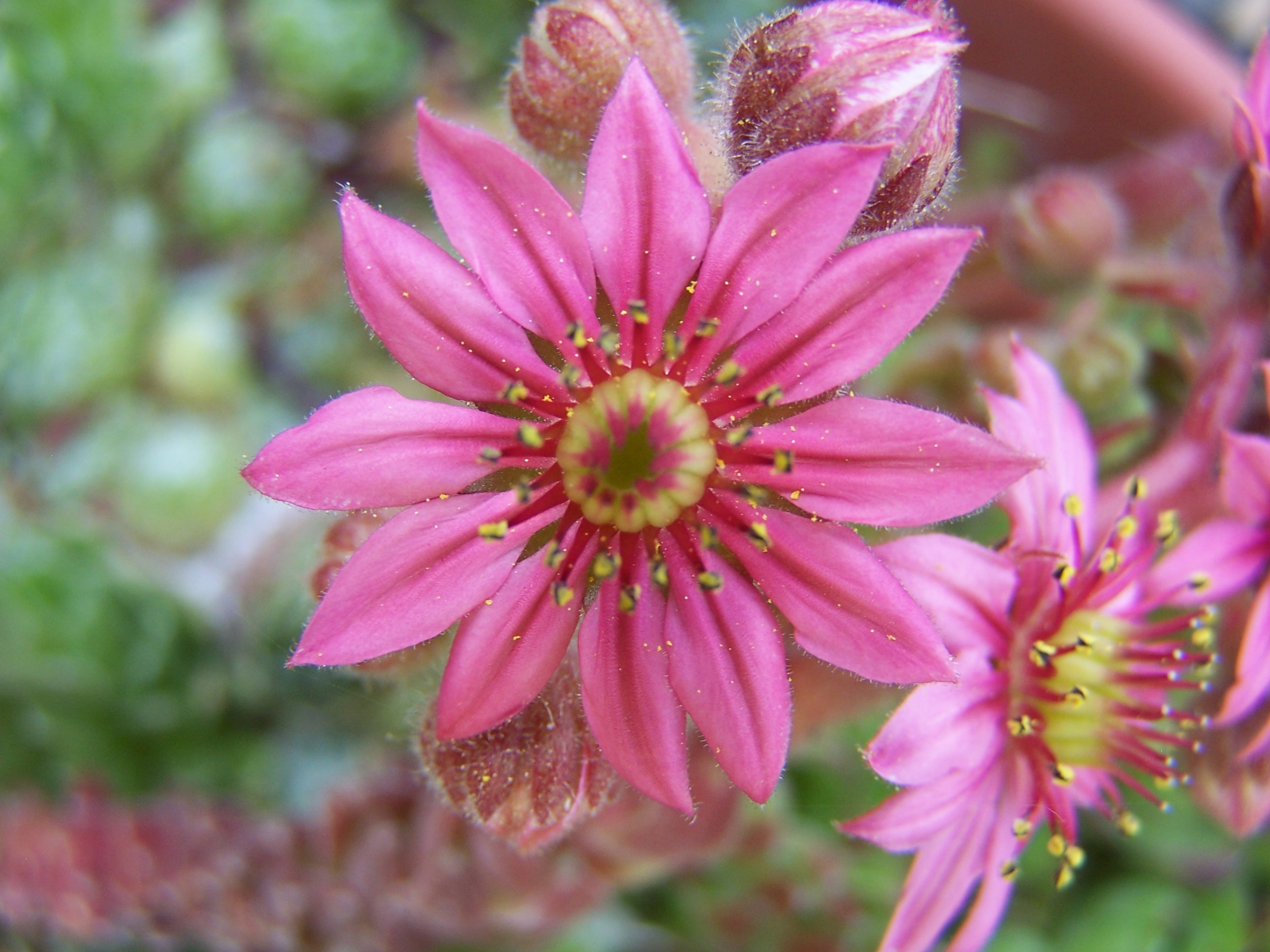
Flor de color rosado característico
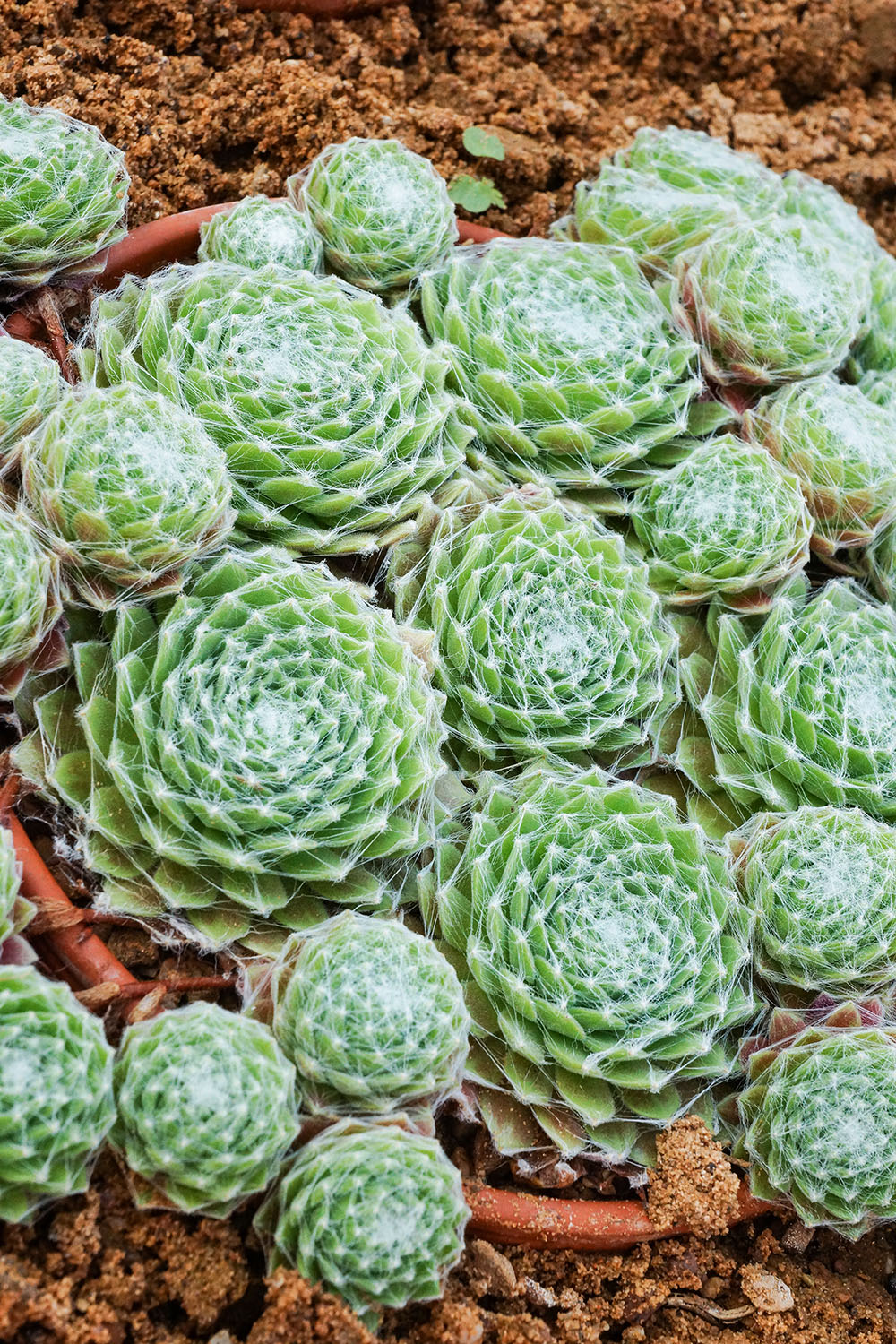
"Tela de araña" característica en los rosetones